# Telese Terme
Telese Terme est une commune italienne de la province de Bénévent dans la région Campanie (Naples).

## Administration
| Période                                  | Période | Identité | Étiquette | Qualité |
| ---------------------------------------- | ------- | -------- | --------- | ------- |
|                                          |         |          |           |         |
| Les données manquantes sont à compléter. |         |          |           |         |

### Communes limitrophes
Amorosi, Castelvenere, Melizzano, San Salvatore Telesino, Solopaca